# Glogovica (Podcrkavlje)
Glogovica falu Horvátországban, Bród-Szávamente megyében. Közigazgatásilag Podcrkavljéhoz tartozik.

## Fekvése
Bródtól légvonalban 9, közúton 13 km-re, községközpontjától 2 km-re északnyugatra, Szlavónia középső részén, a Dilj-hegység lejtőin, a Glogovica-patak partján fekszik.

## Története
Glogovica területe már a történelem előtti időben is lakott volt. Ezt igazolják a „Malo Brdo” és a „Đurin Bajer”, vagy más néven „Gazište” régészeti lelőhelyek leletei. A település a középkorban is létezett. 1248-ban „Golgoa”, 1280-ban „Golgoua, Golgoa”, 1434-ben „Golgowa”, 1470-ben „Golgova” alakban említik a korabeli források. Petenye várának tartozéka volt. Templomát 1434-ben említik. 1248-ban Borics bán fiainak birtoka volt, akik elhatározták hogy a birtokot Loránd pozsegai ispánnak adják át. Ez ellen tiltakozott rokona, a Borics nembeli Benedek, aki fiaival ugyancsak igényt tartott rá. Ezután több birtokos váltotta egymást. A falu feletti magaslaton középkori vár maradványai látszanak, melyet a helyiek Visoka Gradinának neveznek, de a történeti forrásokban nem szerepel. A falu déli részén, a hegy alatt található a középkori Szent István templom, melyet a 13. század elején Borics bán fia István építtetett. A török 1536-ban szállta meg ezt a vidéket. Az 1545-ös török defterben Glogovica a vrhovaci náhije részerént szerepel. A Szent István templomot a 17. századi egyházlátogatások is megemlítik. 1648. november 25-én Marijan Maravić boszniai püspök 104 személyt bérmált meg a templomban, 1658-ban pedig a pápa nevében teljes búcsúban részesítette a híveket.
Glogovica 1691-ben szabadult fel végleg a török uralom alól. Az 1698-as kamarai összeírásban nem említik, valószínűleg puszta volt. 1730-ban mintegy 20 ház volt a településen, a felette emelkedő dombon pedig egy szerény Urunk színeváltozása kápolna állt. Az 1734-es jelentésben már említik a falu végén álló régi Szent István templomot, melynek épülete, oltára és oltárképe jó állapotban vannak. Az 1746-os és 1758-os vizitációk jelentése már részletesebben ír a templomról. Eszerint hosszúsága 13, szélessége 7 méter, három falazott oltára volt. A régi Szent István oltárkép két szobor, Szent József és Szent Antal szobra között állt. A Szűz Mária oltáron a Boldogságos Szűz új képe és Szent István király képe állt. A bejárat fölé fából kórus épült, a bejárat mellett pedig fából ácsolt harangtorony állt benne egy 50 kilós haranggal. A templom körül feküdt a falu temetője, ahova a szomszédos Alsószalatnok lakói is temetkeztek. 1760-ban az egyházi vizitáció 40 házzal, 49 családdal és 283 katolikus lakossal említi.
Az első katonai felmérés térképén „Glogovicza” néven található. Lipszky János 1808-ban Budán kiadott repertóriumában „Glogovicza” néven szerepel. Nagy Lajos 1829-ben kiadott művében „Glogovicza” néven 110 házzal, 561 katolikus vallású lakossal találjuk. A katonai közigazgatás megszüntetése után 1871-ben Pozsega vármegyéhez csatolták.
A településnek 1857-ben 396, 1910-ben 537 lakosa volt. Pozsega vármegye Bródi járásának része volt. Az 1910-es népszámlálás adatai szerint lakosságának 97%-a horvát anyanyelvű volt. Az első világháború után 1918-ban az új szerb-horvát-szlovén állam, majd később (1929-ben) Jugoszlávia része lett. 1991-től a független Horvátországhoz tartozik. 1991-ben egy kivételével teljes lakossága horvát nemzetiségű volt. 2011-ben a településnek 214 lakosa volt.

## Lakossága

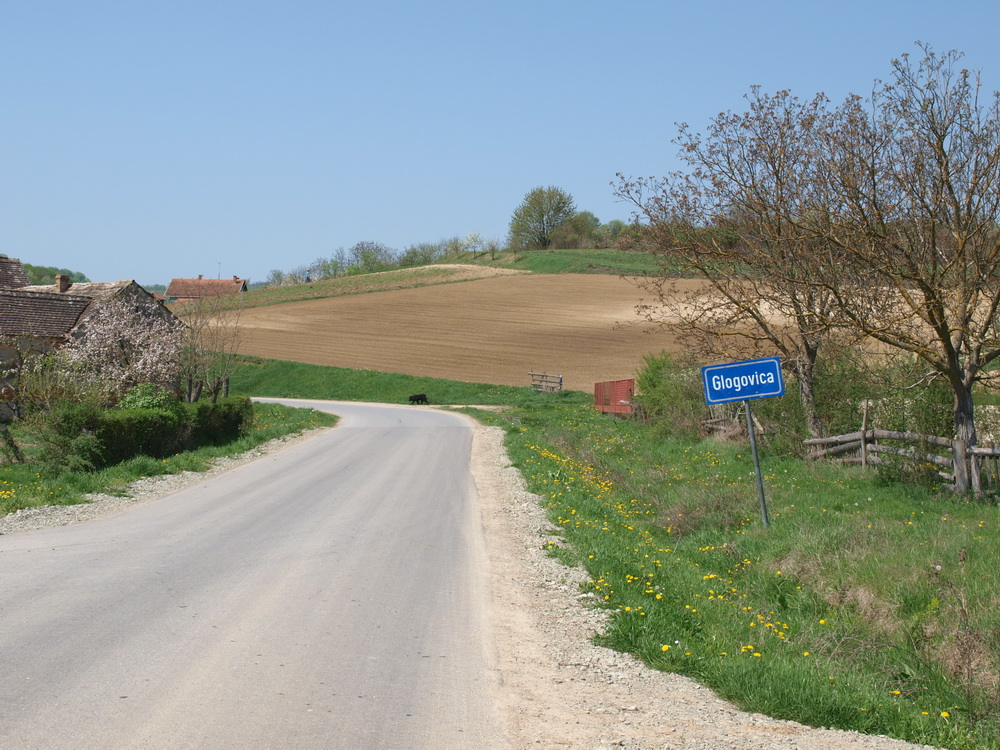
A falu bejárata

| Lakosság változása | Lakosság változása | Lakosság változása | Lakosság változása | Lakosság változása | Lakosság változása | Lakosság változása | Lakosság változása | Lakosság változása | Lakosság változása | Lakosság változása | Lakosság változása | Lakosság változása | Lakosság változása | Lakosság változása | Lakosság változása |
| ------------------ | ------------------ | ------------------ | ------------------ | ------------------ | ------------------ | ------------------ | ------------------ | ------------------ | ------------------ | ------------------ | ------------------ | ------------------ | ------------------ | ------------------ | ------------------ |
| 1857               | 1869               | 1880               | 1890               | 1900               | 1910               | 1921               | 1931               | 1948               | 1953               | 1961               | 1971               | 1981               | 1991               | 2001               | 2011               |
| 396                | 435                | 419                | 532                | 535                | 537                | 451                | 490                | 476                | 436                | 410                | 347                | 311                | 254                | 258                | 214                |

## Nevezetességei
- Szent Rókus tiszteletére szentelt római katolikus temploma 1873-ban épült.
- A falutól délkeletre a temetőben áll Szent István első vértanú tiszteletére szentelt, középkori eredetű temploma,[8] melyet temetőkápolnaként használnak. Egyhajós épület, négyszögletes szentéllyel, melyet a hajótól csúcsos dialadalív választ el. A templomot a 13. század első felében akkori birtokosa Borics bán fia István építtette. A 15. században gótikus stílusban építették át. A 18. század első felében újabb, barokk átépítésen esett át. Ekkor kapta mai barokk homlokzatát és cserélték gótikus ablakait új, négyszögletes ablakokra. A középkori freskókat lefestették, a kőből épített falakat levakolták, a tetőt pedig fazsindellyel fedték be. A templomban található a 18. századi horvát pap, költő Vid Došen sírköve, aki 1778-ban a közeli Dubovikon hunyt el.
- A 42-es számú ház a népi építészet védett műemléke.[9] Szerkezetében és stílusában a dombos vidéki falvak hagyományának szellemében épült. Jellemzője a magasföldszint, amely meredek talajhoz alkalmazkodik. Az első rész egy, az alagsorban lévő magas kőfalon, a hátsó rész pedig egy dombon helyezkedik el. Az alagsor egyik teherhordó gerendáján felirat látható, amelyet 1842-ben faragtak, amikor a tulajdonos kezdőbetűit is bevésték. A homlokzaton megmaradtak az eredeti díszítések, melyből kiemelkednek a profilos ablakpárkányok alatti rombuszok. Az eredeti fa alagsori ajtók és a hagyományos szimmetrikus ablakok szintén megmaradtak.
- A falu feletti magaslaton középkori vár maradványai látszanak, melyet a helyiek Visoka Gradinának neveznek.
- Szűz Mária kápolna a Bród-Nekcse főút és a faluba vezető bekötőút kereszteződésében.
- Szent Antal kápolna.
- A falu elején álló feszület.

## Kultúra
„Glog” kulturális egyesület.